# Pantano de Benagéber (localidad)
Pantano de Benagéber es una pedanía perteneciente al municipio de Benagéber, Valencia, en la Comunidad Valenciana, España. Está situada unos 4 km al oeste de Benagéber. Contaba con una población censada de 13 habitantes en 2012 (INE).

## Geografía física
Está situada en el margen derecho del río Turia, a escasa distancia del embalse de Benagéber.

## Historia
Se construyó a finales de la década de 1940 para albergar a los trabajadores de la obra del embalse de Benagéber y de la cercana cementera. La empresa constructora fue la misma que levantó el embalse, Portolés Al acabar las obras en 1955 gran parte de la población emigró, hecho que se acentuó con el cierre de la cementera en la década de 1970. La mayoría de las viviendas se utilizan como segunda residencia o como alojamiento rural, dado el interés turístico de la zona como paraje natural y para practicar actividades y deportes acuáticos.

## Demografía
| Población | 37 | 42 | 65 | 31 | 35 | 31 | 28 | 30 | 28 | 11 | 10 | 12 | 13 |

## Patrimonio
- Iglesia de Nuestra Señora del Pilar: se ubica en el poblado del Pantano, en torno a un frondoso pinar. Construida en 1950 en cemento con cadenas de ladrillo, tiene adosada a la derecha la casa del párroco. La fachada es de frontón curvilíneo, rematado en el vértice con una sencilla espadaña y un óculo sobre la puerta. La ornamentación es moderna.[4]